# Dioptis cyma
Dioptis cyma là một loài bướm đêm thuộc họ Notodontidae. Nó được tìm thấy ở Nam Mỹ, bao gồm Brasil.